# Aldwych
Aldwych, tot 1915 Strand geheten, is een voormalig station van de metro van Londen in de City of Westminster, dat werd geopend in 1907. Het was het eindstation van een kleine aftakking van de Piccadilly Line vanaf Holborn. Er zijn diverse onuitgevoerde verlengingsvoorstellen gedaan over deze aftakking.

## Geschiedenis

### Great Northern and Strand Railway
1. De hoek van Holles Street en Stanhope Street
2. De toekomstige T-kruising van Kingsway and Aldwych
3. De hoek van Strand en Surrey Street

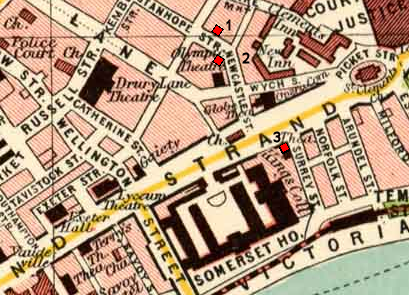
Oosteinde van Strand in 1900, voor de aanleg van Kingsway en Aldwych. In het rood:
- De hoek van Holles Street en Stanhope Street
- De toekomstige T-kruising van Kingsway and Aldwych
- De hoek van Strand en Surrey Street

De Great Northern and Strand Railway (GN & SR) kwam in 1898 met een plan van een noord-zuid lopende lijn tussen Wood Green, waar reizigers op de East Coast Mainline zouden kunnen overstappen op de metro, en een station op de hoek van Stanhope Street en Holles Street iets ten noorden van Strand via Finsbury Park en King's Cross. Het wetsvoorstel om de lijn aan te leggen werd in november 1898 aan het parlement voorgelegd. Ondertussen kwam London County Council met een stadsvernieuwingsproject dat de aanleg van een noord-zuidboulevard, Kingsway, en het halfronde Aldwych rond het Bush House dat tussen Kingsway en het Strand zou verrijzen, omvatte. Dit betekende de sloop van meerdere vervallen straten, waaronder Stanhope en Holles, in het gebied, waarop GN&SR het station verplaatste naar het nieuwe kruispunt van Kingsway en Aldwych. De koninklijke bekrachtiging van de Great Northern and Strand Railway Act 1899 volgde op 1 augustus 1899.

### Yerkes
In 1897 kreeg de Brompton en Piccadilly Circus Railway (B&PCR) toestemming voor een metrolijn van Piccadilly Circus naar het westen en twee jaar later kreeg de Great Northern and Strand Railway (GN&SR) parlementaire goedkeuring voor een lijn tussen Wood Green (Alexandra Palace) en Strand (Aldwych). In 1899 waren vijf metrobedrijven op zoek naar geld voor de aanleg van hun lijnen die door het parlement waren goedgekeurd. In september 1901 werden de GN&SR en de Brompton and Piccadilly Circus Railway (B&PCR) gekocht door de Metropolitan District Electric Traction Company van de Amerikaanse investeerder Yerkes, zodat ook de bekostiging rond kwam. De B&PCR had destijds toestemming voor de bouw van een ondergrondse lijn tussen South Kensington en Canbourn Street via Knightsbridge en Piccadilly Circus. Yerkes stelde voor om de B&PCR naar het oosten door te trekken tot Angel, waarbij de beide lijnen elkaar bij zouden kruisen bij de noordelijke helling van de Kingsway Tramway Subway.
In juni 1902 werden de bedrijven ondergebracht in de Underground Electric Railway Company of London (UERL), de houdstermaatschappij van Yerkes. UERL kreeg geen toestemming om de B&PCR door te trekken naar Angel en het parlement stelde als voorwaarde om de lijnen tussen Finsbury Park en Hammersmith als een geheel te bouwen. In november 1902 kreeg UERL toestemming voor de tunnel tussen Canbourn Street en Holborn met onderweg station Covent Garden, zodat er een doorgaande lijn ontstond onder de naam Great Northern, Piccadilly and Brompton Railway (GNP&BR). Het doel van de GN&SR, een noord-zuidlijn via Strand naar Waterloo, bleef echter bestaan. Hiertoe werd vanaf Holborn een zijtak onder Kingsway gebouwd, maar toestemming om de lijn onder Norfolk Street door te trekken naar Temple kwam er niet na bezwaren van de Hertog van Norfolk onder wiens land het laatste deel van de tunnels zou lopen.

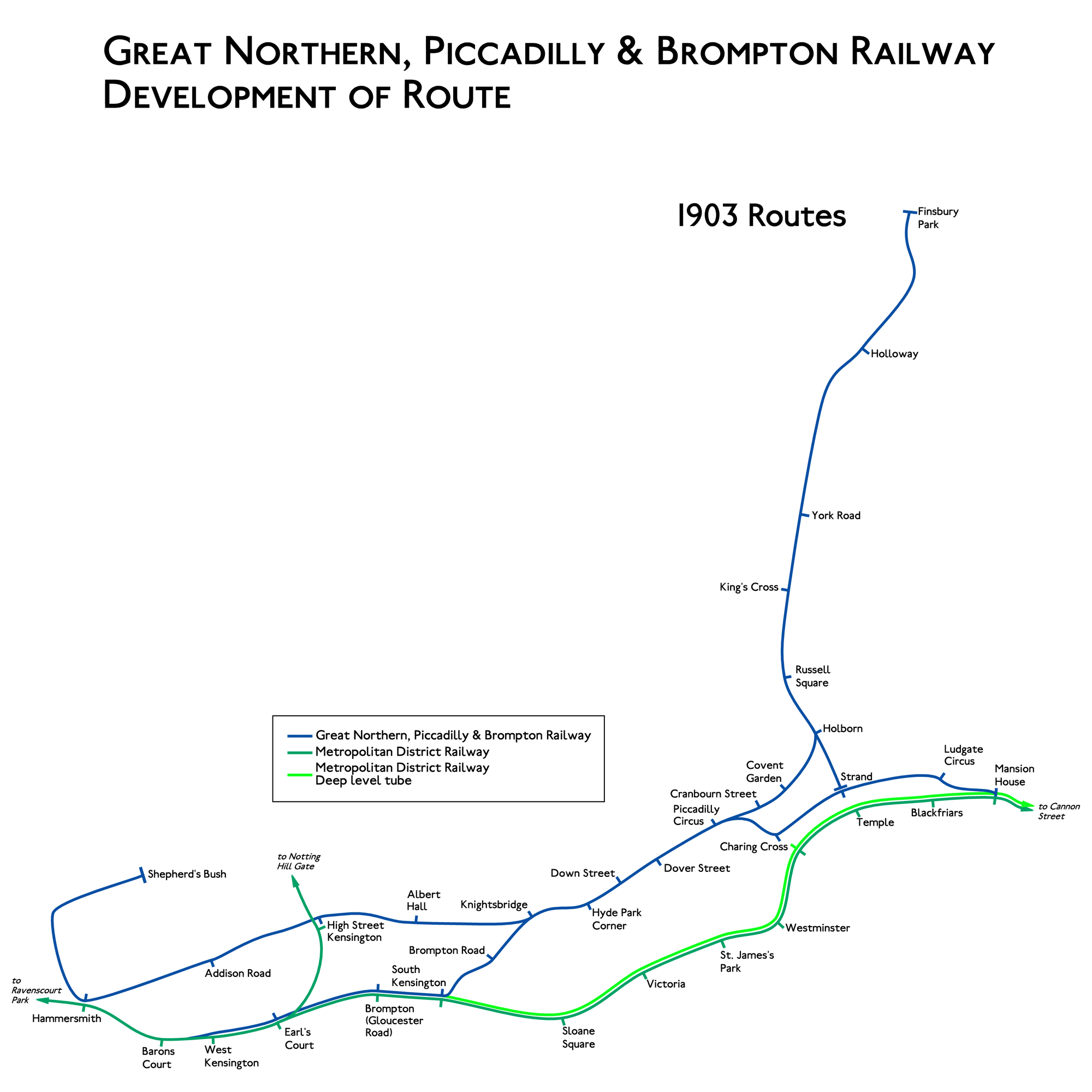
De voorstellen van Yerkes in 1903

### Fleet Street
De bouw van de hoofdlijn begon al in 1902 maar de zijlijn moest wachten op de werkzaamheden rond de aanleg van de Kingsway waar de London County Council zelf ook een tramtunnel bouwde. In 1903 vroeg GNP&BR toestemming voor een aftakking onder Swiss Court voor een tunnel naar de City die ten oosten van de William IV Street ruwweg het tracé moest volgen dat in 1971 als phase 2 van de evenmin gebouwde Fleet Line werd goegekeurd. Hierdoor zouden de reizigers van de UERL uit het noorden naar de City kunnen overstappen bij Strand in plaats van bij Temple, dat ook eigendom was van de UERL. De beraadslagingen van de Royal Commission on London Traffic verhinderden een parlementaire behandeling van het voorstel, dat vervolgens werd ingetrokken.
In 1905, toen het rapport van de Royal Commission openbaar gemaakt zou worden, diende GNP&BR twee nieuwe verzoeken in bij het parlement. Het eerste verzoek was een herhaling van het voorstel uit 1903 voor een aftakking van Piccadilly Circus naar de City of London met een overstap bij Strand. Het tweede voorstel betrof de locatie van het station dat verplaatst werd naar de kruising van Strand en Surrey Street in verband met de doortrekking naar Waterloo. De zijtak naar de City werd opnieuw uitgesteld en ingetrokken. Van het tweede voorstel werd alleen de verplaatsing van station Strand toegestaan, maar de verlenging tot Waterloo kwam er niet.

### Aanleg
De hoofdlijn werd op 15 december 1906 geopend, maar de bouw van station Strand begon pas op 21 oktober 1905 en de zijlijn kon pas op 30 november 1907 worden geopend. Station Strand werd gebouwd op de plaats van het Royal Strand Theatre, dat op 13 mei 1905 was gesloten en werd gesloopt. Het station werd ontworpen door de huisarchitect van UERL, Leslie Green, in een L vorm om het hoekpand van Surrey Street/Strand heen. De gevels werden bekleed met de voor Green kenmerkende bloedrode geglazuurde terracotta. De eerste verdieping is bestemd voor de machinekamer van de liften die voor de Eerste Wereldoorlog standaard waren voor het vervoer van reizigers tussen de stationshal en de perrons. De gevel aan Strand is smal met slechts een boograam op de eerste verdieping, de gevel aan Surrey Street is drie keer zo breed maar heeft geen boogramen op de eerste verdieping sinds in 1958 kantooretages op het station geplaatst zijn. De liftkokers liggen hier tussen de respectievelijke gangen voor in- en uitstappers en aan de straatkant ligt een winkelruimte tussen beide gangen. Vooruitlopend op de gewenste doortrekking naar Waterloo en de oost-west sporen onder Strand werden drie liftkokers gebouwd elk geschikt voor twee liften. Van deze liftkokers is alleen de binnenste afgebouwd, de andere twee (blauw op de plattegrond) eindigen in de kelder van de winkel en kunnen zo nodig, ten koste van de winkel, naar boven verlengd worden. Naast de liftkokers is er nog een vierde schacht met een wenteltrap die dienst als nooduitgang. De perrons op 28,19 m onder het maaiveld zijn 76 m lang en dus korter dan de standaard 110 m van een metroperron. Net als bij andere UERL-stations waren de perronwanden betegeld met opvallende patronen, in dit geval crème en donkergroen, zodat laaggeletterden het station ook konden herkennen. Het tegelwerk besloeg slechts een deel van de wanden omdat het de bedoeling was om de pendeldienst met korte metrostellen uit te voeren. Door de beperkte hoeveelheid liften is een tweede route tussen de perrons en liften (blauw op de plattegrond) nooit in gebruik genomen en in onvoltooide staat gelaten zonder tegels.

### Reizigersdienst

De plattegrond van Aldwych, het noorden ligt links

Naar het station reed een pendeldienst en vanwege de kleine reizigersstroom is diverse malen het voorstel gedaan om het station te sluiten. Aanvankelijk reden pendeldiensten naar Holborn vanaf het oostelijke spoor naar het doorgaande spoor in Holborn. Tijdens de spits reed aanvullend een extra metro in de westelijke tunnel van de zijtak naar het kopspoor van Holborn. Tijdens het eerste jaar van exploitatie reed een theatermetro na afloop van de voorstellingen laat op maandag- tot zaterdagavond van Strand via Holborn door naar Finsbury Park, deze dienst werd stopgezet in oktober 1908. In maart 1908 begon de dal-pendeldienst het westelijke spoor bij Strand en het doorgaande spoor bij Holborn te gebruiken via de overloopwissel de twee tunnelbuizen ten zuiden van Holborn. Door het geringe aantal reizigers werd de spits-pendeldienst uit de dienstregeling geschrapt ingetrokken en werd de oostelijke tunnelbuis in 1914 buiten gebruik gesteld. Op 9 mei 1915 werden drie metrostations in het gebied hernoemd en station Strand werd Aldwych. De zondagsdiensten eindigden in april 1917 en in augustus van hetzelfde jaar werden de oostelijke tunnelbuis, het oostelijke perron en het kopspoor bij Holborn formeel gesloten. Een Duits bombardement in september 1917 was aanleiding om ongeveer 300 schilderijen uit de National Gallery op te slaan op het oostelijke perron, waar ze tot december 1918 bleven.
In oktober 1922 werd de kaartverkoop verplaatst tot in de lift en ging het loket dicht. De aanloop bleef gering en tijdens de voorbereidingen voor de verlengingen van de Piccadilly Line in 1929 werden verschillende stations, waaronder Aldwych, voorgedragen voor sluiting. In een aantal stations in de binnenstad werden liften vervangen door roltrappen wat vaak tot verplaatsing van de bovengrondse ingang leidde. Dit was de aanleiding om van twee dicht bij elkaar liggende stations er een te sluiten en daarmee de reissnelheid te vergroten. Hoewel jaarlijks slechts 1.069.650 reizigers het station gebruikten en de ontvangsten £ 4.500 bedroegen bleef het station, na afronding van het ombouwprogramma in 1933, toch open zonder dat de liften werden vervangen.
Doelmatigheidsmaatregelen in oorlogstijd leidden tot de tijdelijke sluiting van de zijtak 22 september 1940, kort na het begin van The Blitz. De City of Westminster richtte een deel van het station in als schuilkelder. De tunnels tussen Aldwych en Holborn werden gebruikt om voorwerpen uit het British Museum op te slaan, waaronder de Elgin Marbles. De zijtak werd heropend op 1 juli 1946, maar de reizigersstroom steeg niet, zodat London Transport het in 1958 op een lijst met drie te sluiten stations zette. De sluiting kwam er niet, maar de dienst werd in juni 1958 ingekrompen tot een spitsdienst van maandag tot vrijdag en een dienst op zaterdag in de ochtend en vroege middag. De zaterdagdienst werd in juni 1962 beëindigd.
De spitsdienst werd nog ruim dertig jaar voortgezet tot de vervanging van de liften zich aandiende. Op 4 januari 1993 werd de sluiting aangekondigd omdat de vervanging van de oorspronkelijke liften uit 1907 £ 3 miljoen zou kosten wat gezien de aanloop niet gerechtvaardigd geacht werd. London Regional Transport leed al £ 150.000 per jaar verlies op het station en minister van verkeer verleende op 1 september 1994 toestemming om het station te sluiten wat op 30 september werd geëffectueerd. Gezien de historische betekenis van het station als een grotendeels in oorspronkelijke staat verkerend station uit het begin van de 20e eeuw, werd het station in 2011 op de Statutory List of Buildings of Special Architectural or Historic Interest als gebouw van Grade II geplaatst. De kantoren boven het station worden gebruikt door de afdeling Klassieken van King's College London.

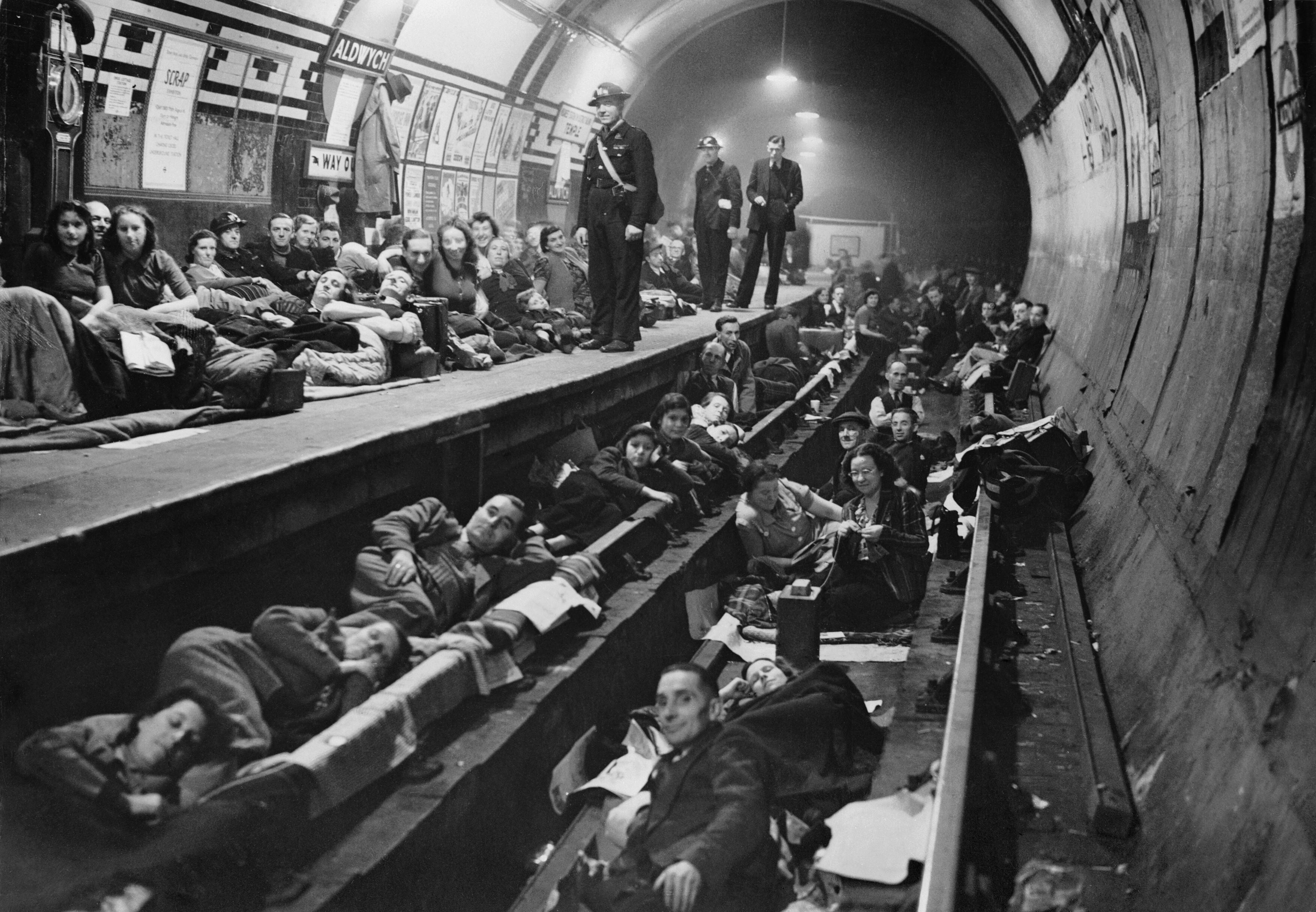
Het station als schuilkelder in 1940 tijdens de Tweede Wereldoorlog
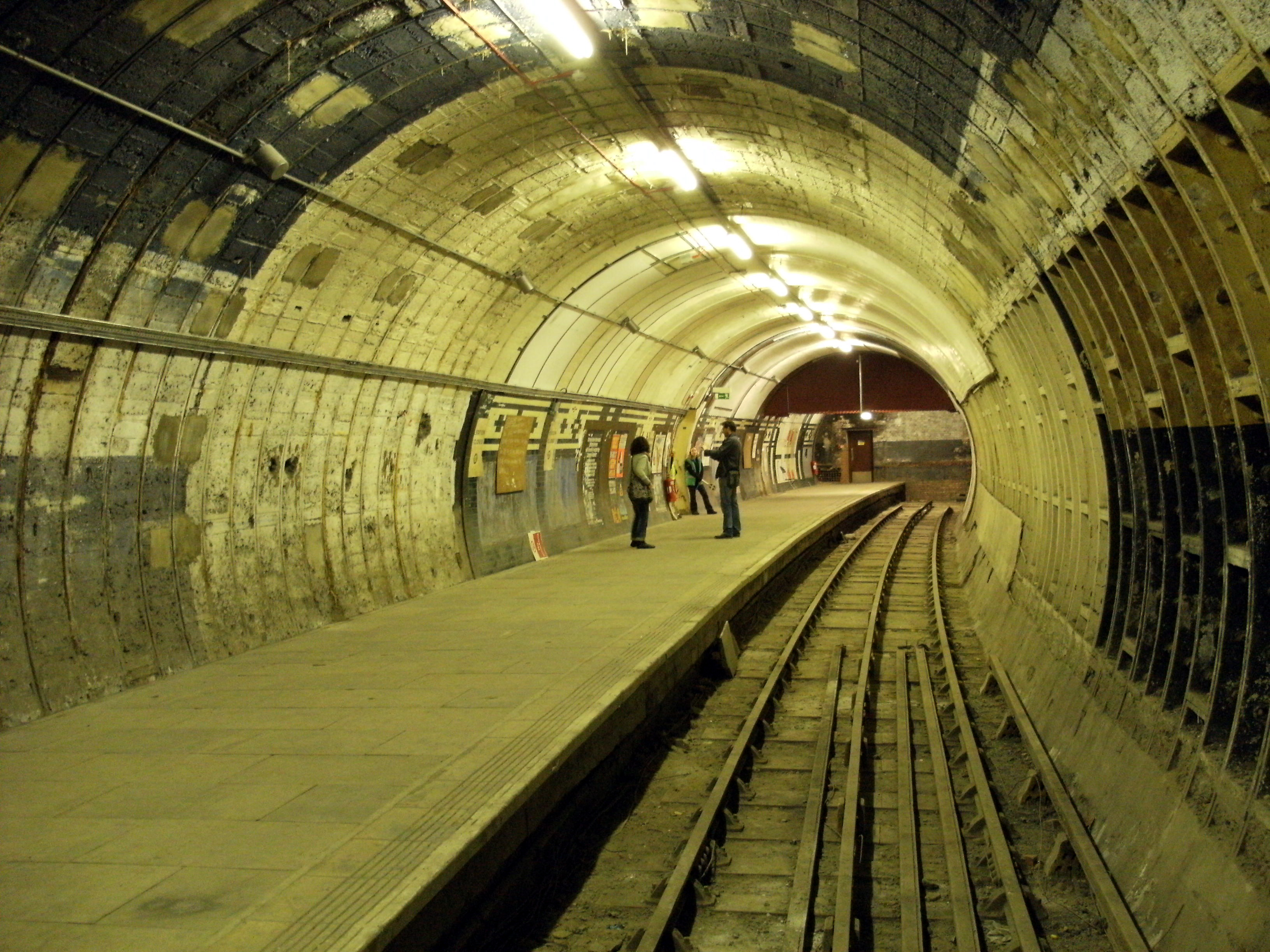
Het oostelijke perron dat al in 1914 werd gesloten, met zichtbare schachtringen
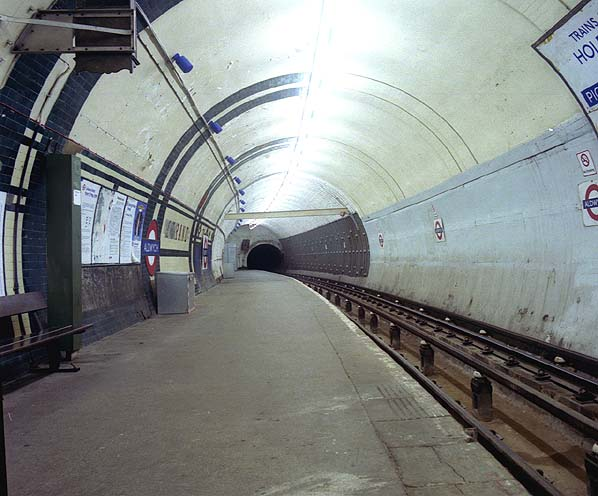
Het westelijke perron kort voor de sluiting in 1994, op de achtergrond het niet afgewerkte deel van de tunnel

## Uitbreidingen en aansluitingen
Hoewel het voorstel voor een lijn van Piccadilly Circus naar de City of London uit 1905 nooit meer werd opgepakt nadat het werd ingetrokken, werd het vroege plan om de tak naar het zuiden door te trekken naar Waterloo een aantal keren opnieuw op de agenda gezet. Zowel in 1919 als in 1948 werden plannen uitgewerkt maar tot aanleg kwam het niet. In de jaren na de Tweede Wereldoorlog waren er bij meerdere voorstellen om de capaciteit van de Londense metro te vergroten, waaronder verschillende oost-westroutes door het Aldwych-gebied. Deze werden echter niet uitgevoerd omdat andere werkzaamheden voorrang kregen.
In maart 1965 publiceerde een gezamenlijke planningscommissie van British Rail en London Transport "A Railway Plan for London", waarin een nieuwe metrolijn werd voorgesteld onder Fleet Street. Deze Fleet Line, de latere Jubilee Line zou in Baker Street aansluiten op de Stanmoretak van de Bakerloo Line en via Bond Street, Green Park, Charing Cross, Aldwych, Ludgate Circus, Cannon Street en Fenchurch Street de City of London bereiken. Ten oosten van de City zou de lijn naar het zuidoosten van Londen lopen. Aldwych werd voorgesteld als overstappunt waarbij ook het doortrekken van de Aldwychtak naar Waterloo werd aanbevolen. London Transport had al in november 1964 parlementaire goedkeuring gevraagd voor de aanleg van tunnels van Aldwych naar Waterloo en in augustus 1965 gaf het parlement goedkeuring. De plannen werden uitgewerkt maar bezuinigingen bij de overheid leidden in 1967 tot opschorting voordat de aanbestedingen werden uitgeschreven.
De planning van de Fleet-lijn werd voortgezet en in juli 1969 gaf het parlement toestemming voor de eerste fase van de lijn, tussen Baker Street en Charing Cross, voor een bedrag van £ 35 miljoen. Het boren van de tunnels begon In februari 1972 en de Jubilee-lijn werd in mei 1979 ten noorden van Charing Cross geopend maar de tunnels bereikten Aldwych niet en die ten oosten van Charing Cross werden gebruikt als opstelsporen. De bekostiging van de tweede fase, het deel bij Aldwych, werd in de jaren zeventig vertraagd en het deel ten oosten van Fenchurch Street werd herzien in verband met de verwachtte herontwikkeling van de Docklands. In 1979 werden de kosten geraamd op 325 miljoen pond, een verzesvoudiging ten opzichte van de 51 miljoen pond die in 1970 werd geschat. In 1980 werd de Jubilee Line geëvalueerd en gekeken naar alternatieven, dit leidde tot verschuiving van de prioriteiten en het uitstellen van verdere bouwactiviteiten. Uiteindelijk werd besloten tot een traject langs de spoorwegstations op de zuidoever van de Theems zodat de tunnels tussen Green Park en Aldwych overbodig werden.
In juli 2005 bracht Ove Arup & Partners de DLR Horizon 2020 Study uit voor de Docklands Light Railway (DLR). Hierin waren "pragmatische ontwikkelingsplannen" onderzocht om het DLR-netwerk tussen 2012 en 2020 uit te breiden en te verbeteren. Een van de voorstellen was een verlenging van de DLR ten westen van Bank naar Charing Cross via City Thameslink en Aldwych. De ongebruikte tunnels van de Jubilee Line zouden worden vergroot om plaats te bieden aan de grotere DLR-treinen en Aldwych zou de basis vormen voor een nieuw station aan deze oost-westlijn, hoewel een aanzienlijke verbouwing nodig is om roltrappen in te bouwen. De geraamde kosten in 2005 bedroegen £ 232 miljoen voor de infrastructuurwerken en het voorstel werd beschreven als "zeer gunstig", omdat werd verwacht dat het passagiers zou aantrekken van de bestaande oost-west routes van de London Underground en van lokale bussen en de overbevolking van station Bank zou terugdringen. De beoordeling van de businesscase kende het voorstel een hoge waarde toe, hoewel vergelijkbare waarden werden behaald voor andere verlengingsvoorstellen vanaf Bank. Er werd voorgesteld om nader onderzoek te doen.
In 2015 ontvouwde ontwerpbureau Gensler een plan om in onbruik geraakte Londense ondergrondse tunnels om te zetten in ondergrondse paden waardoor de in onbruik geraakte takken van de Piccadilly-line en de Jubilee-line kunnen worden gebruikt door fietsers. Het plan, waarbij station Aldwych zou worden heropend als toegangspunt voor fietsers, is niet officieel goedgekeurd.

## Gebruik in de media
Omdat het een op zichzelf staand deel van de Londense metro was dat buiten de spitsuren op weekdagen gesloten was, zijn station Aldwych en de zijlijn van Holborn gebruikt voor het filmen van scènes die zich op de Tube afspeelden, zelfs vóór de sluiting van de zijlijn. Sinds de sluiting in 1994 is het gebruik ervan in filmproducties voortgezet, waarbij het station als zichzelf verschijnt en, met de juiste bewegwijzering, als andere stations van het netwerk. Het spoor en de infrastructuur worden in operationele staat gehouden en tot 2021 stond een metrostel van materieel 1972, dat voorheen dienst deed op de Northern Line, in het station. Dit metrostel kon over de tak op en neer worden gereden om te filmen. De fysieke verbinding met de Piccadilly Line aan de noordkant bleef bestaan, maar vereist handmatige bediening.
Enkele recente films die er deels opgenomen zijn, omvatten: The Good Shepherd, V for Vendetta, Atonement, 28 Weeks Later en The Edge of Love. In de twee wereldoorlogen werden ongebruikte delen van het station gebruikt om waardevolle kunst veilig op te slaan voor bombardementen. Ook komt het station voor in het derde spel uit de Tomb Raider-gamereeks.
Het station komt ook voor in de eerste aflevering van het derde seizoen van de BBC One-serie Sherlock. Het station draagt in deze aflevering de fictieve naam Sumatra Road. Deze naam is een verwijzing naar de Giant Rat of Sumatra uit het Sherlock Holmes-boek The Adventure of the Sussex Vampire van Arthur Conan Doyle.
De film The Chronicles of Narnia: Prince Caspian begint in een metrostation dat Strand heet. Dat is een anachronisme, want de film speelt tientallen jaren na de naamsverandering. Het is een woordspeling, want de kinderen worden, terwijl een trein voorbijraast, overgebracht naar een strand. Strand is thans een verouderd woord in de Engelse taal. In het boek begint het verhaal op een gewoon spoorwegstation.